# Feist (musiker)
Leslie Feist, född 13 februari 1976, är en kanadensisk singer-songwriter. Hon är aktiv som soloartist under artistnamnet Feist och periodvis i bandet Broken Social Scene.

## Diskografi
- 1999 – Monarch (Lay Your Jewelled Head Down)
- 2004 – Let It Die
- 2006 – Open Season
- 2007 – The Reminder
- 2011 – Metals
- 2017 – Pleasure
- 2023 – Multitudes